# Qumaym
Qumaym (arabiska: قميم) är en ort i Jordanien.   Den ligger i guvernementet Irbid, i den norra delen av landet, 70 km norr om huvudstaden Amman. Qumaym ligger 397 meter över havet och antalet invånare är 5 111.
Terrängen runt Qumaym är kuperad åt sydväst, men åt nordost är den platt. Runt Qumaym är det mycket tätbefolkat, med 1 313 invånare per kvadratkilometer. Närmaste större samhälle är Irbid, 10,9 km öster om Qumaym. Trakten runt Qumaym består till största delen av jordbruksmark.